# KwaZulu-Natal
KwaZulu-Natal a Dél-afrikai Köztársaság tartománya.
1994-ben, a korábbi Natal tartományt és Kwazulu önkormányzattal rendelkező bantusztánt egyesítve hozták létre a KwaZulu-Natal-t.
Natal őslakói a zuluk voltak, majd a búrok telepedtek le itt az 1830-as években. Kwazulu bantusztánt az 1785 körül alapított egykori Zuluföld Királyság területén hozták létre. 1977-től 1994-ig önkormányzattal rendelkező állam (bantusztán) volt.
1860-tól sok indiai bérmunkást telepítettek be a régióba, akik a cukornádültetvényeken kezdtek dolgozni. India függetlenségi vezetője, Mahátma Gandhi 1893-tól 1914-ig Natalban élt, és jogászként harcolt az indiaiak polgári jogaiért.
Ebben a tartományban van Weenen városa, amely az 1838-as weeneni mészárlásról nevezetes.

## Földrajzi adatok
- Fővárosa: Pietermaritzburg
- Legnagyobb városa: Durban
- Területe: 94 361 km², mellyel Magyarországnál egy kicsit nagyobb
- Lakossága kb. 11 millió fő volt 2015-ben
- Népsűrűsége 110 fő/km²
- Etnikai megoszlás: 86,8% néger, 7,4% ázsiai (főleg indiai), 4,2% fehér, 1,4% egyéb[2]

## Gazdaság
A tartomány vidéki területein az állattenyésztés, illetve a gabonafélék és a cukornád termelése fontos megélhetési forrás. További fő termények: citrusgyümölcsök, kukorica, cirok, gyapot, banán, ananász.
Durban a legfontosabb kikötő az országban. Az innen ÉK-re fekvő Richard's Bay is – 1967 óta – fontos exportkikötővé fejlődött.
Iparágak (főként Durban környékén): textil, ruházat, vegyi anyagok gyártása, gumi-, műtrágya-, papírgyártás, jármű-összeszerelés és élelmiszer-feldolgozás, bőripar és kőolaj-finomítás. Fémkohászat Richard's Bay környékén.
Szép tájai, dombságai, hegységei, tengerpartja sok turistát vonzanak.

## Neves szülöttek
Edward Philip Theodore Tyndall 1893-1979 Az Egyesült Államok szabványügyi hivatalának (National Bureau of Standards) munkatársa, a fotometria és radiometria szakértője

## Nevezetességek
A tartományban található a Border Cave nevű barlang, a középső kőkorszaktől a vaskorig terjedő fontos régészeti leletanyaggal.

## Fordítás
- Ez a szócikk részben vagy egészben  a   KwaZulu-Natal című angol Wikipédia-szócikk fordításán alapul.  Az eredeti cikk szerkesztőit annak laptörténete sorolja fel. Ez a jelzés csupán a megfogalmazás eredetét és a szerzői jogokat jelzi, nem szolgál a cikkben szereplő információk forrásmegjelöléseként.